# Narsarmijit
Narsarmijit, Narsaq Kujalleq, Frederiksdal (duń.) – miejscowość na południowym wybrzeżu Grenlandii, w gminie Kujalleq.
Według danych oficjalnych liczba mieszkańców w 2011 roku wynosiła 81 osób.